# 胡桃館遺跡

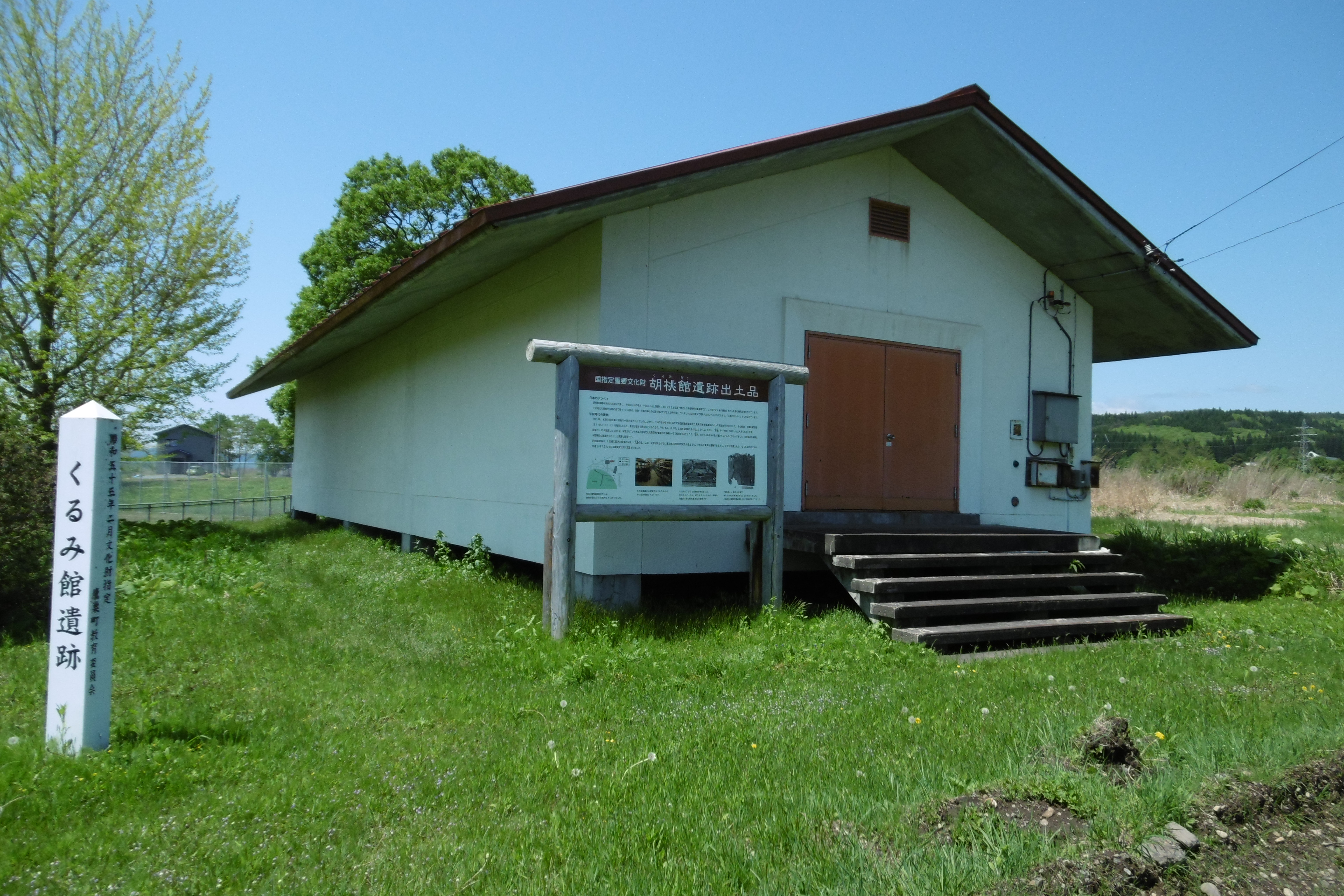
胡桃館遺跡収蔵庫

胡桃館遺跡（くるみだていせき）は、秋田県北秋田市に所在する平安時代の9世紀後半から10世紀初頭の役所または寺院跡と見られる遺跡である。北秋田市指定史跡に指定されている。また、建築部材等の出土遺物441点のうち、5点が秋田県指定有形文化財に、436点が国の重要文化財に指定されている。

## 概要
1961年（昭和36年）、鷹ノ巣駅北西1キロメートルの地点にある鷹巣町立鷹巣中学校（現・北秋田市立鷹巣中学校）の運動場造成の整地作業中、須恵器の大甕と土師器の鉢が出土した。1963年（昭和38年）4月には、運動場北側の野球場造成工事中に掘立柱6本のほか、板材、貫穴のある角柱が見つかった。1965年（昭和40年）10月、野球場の整地のため土砂採取中、刀子、土師器の坏、箸等が出土するとともに、巨大な土居（土居桁）をもつ土台建物が現れた。これに伴い、秋田県教育委員会は鷹巣農林高校教諭・冨樫泰時に依頼し現場を調査し記録作成を行った。
この調査により、土居の南側に三間の扉が方立柱とともに残り、きわめて重要な遺跡であることが知られたので、1966年（昭和41年）11月に文部省文化財保護委員会が視察、1967年（昭和42年）7月から3年にわたって発掘調査が行われた。建物の上半分は洪水により流出しているものの、下半分は建物が立ったまま土砂に埋没している状態で残されている。
建物4棟と柵列、掘立柱列が見つかっている。建物は柵で囲まれ、2棟の建物は家屋、残りは高床建物と役所のような施設と考えられている。建物はスギ材を使ったもので、30センチメートル四方の角材や、厚さ5センチメートルで幅20センチメートルほどの板材が使われている。構造も立派で技術の高さが指摘されている。1000年前の建物がそのままの状態で出土した例は、奈良・京都の神社仏閣を除いてほとんどない。胡桃館遺跡では4棟の建物が見つかっている。そのうち中心的な建物である2棟が板校倉と呼ばれる構造をしていた。校倉建物は、木材を積み上げて壁を作る、ログハウスや東大寺の正倉院と同様の構造で、柱や梁を組み合わせる軸組構造が主流の日本建築においては珍しい構造といえる。校倉建物は、史料から諸国の官衙に正倉として存在したこと解っているが、建物は残っていない。また、東北地方で現存最古の建物は中尊寺金色堂（1124年）であり、それよりも古いことになる。
また、土師器や須恵器、木器、墨書がある土器や木札・木簡などが出土しているが、建物の規模に比べて少ないとする指摘もある。
この遺跡は、西暦915年の十和田火山の噴火にともなうラハール（泥流）災害によって埋没したと推定されている。埋没建物は米代川をはさんで対岸の秋田内陸縦貫鉄道秋田内陸線・縄文小ヶ田駅周辺の地区からも2棟発見されており、江戸時代には菅江真澄、平田篤胤、黒沢道形らが記録を残している。915年の十和田火山の噴火は文書記録には一切残っていないが、三湖伝説（八郎太郎伝説）として人々の間に物語として語り継がれていった考えられている。
北秋田市教育委員会に申し込むと、胡桃館遺跡の出土品収蔵庫の見学ができる（ただし、学術的な調査のみ）。
当遺跡から1967年に発掘されていた木簡に「月料給出物名張」とされるものがあると2005年（平成17年）に発表された。これによると、この木簡には「玉作麻呂」などの名前が記されており、それぞれに「米三合」などの数量が書かれていた。玉作は878年（元慶2年）から879年（元慶3年）にかけて発生した元慶の乱の時に、政府側についた蝦夷の名字である。
2008年（平成20年）7月に北秋田教育委員会と独立行政法人奈良文化財研究所は合同で地中レーダーなどを使用した調査を行い、新たな遺跡の調査を行った。2012年（平成24年）2月7日に、この調査の報告会が北秋田市中央公民館で行われた。地中レーダー調査の結果、新たに5か所で建物が埋まっている可能性が高いという報告があり、2016年度から発掘調査に着手する方針が示された。

## 文化財指定

### 史跡
遺跡は1978年（昭和53年）2月1日に当時の北秋田郡鷹巣町指定史跡に指定された（現在は北秋田市指定史跡）。

### 有形文化財
出土遺物は1980年（昭和55年）12月11日に439点が秋田県指定有形文化財（考古資料）に指定され、2008年（平成20年）8月19日には遺物の追加指定（計441点）及び指定名称の変更（胡桃館遺跡出土品）が行われた。その後、5点を除く436点が2009年（平成21年）7月10日に「秋田県胡桃館遺跡出土品」として国の重要文化財に指定された。